# Campana (município)
Campana (partido) é um partido (município) da província de Buenos Aires, na Argentina. Possuía, de acordo com estimativa de 2019, 104.566 habitantes.

## Localidades
- Alto Los Cardales
- Barrio Los Pioneros
- Campana
- Lomas del Rio Lujan